# هورست آفهيلد
هورست آفهيلد (بالألمانية: Horst Afheldt)‏ بالألمانية  Horst Afheldt من مواليد عام 1924.

## حياته
ترأس جمعية العلماء الألمان من عام 1960 حتى عام 1970, عمل في معهد ماكس بلانك في مدينة شتانبرغ.
أعد دراسات نظرية وميدانية مهمة في مجال السلم العالمي ومشاكل البيئة وأسس التقدم العلمي-التكنولوجي.
له العديد من المؤلفات والدراسات الاقتصادية.

## مؤلفاته
في غضون ثلاثة سنوات صدرت ثلاث طبعات لمؤلفه اقتصاد يغدق فقرا - التحول من دولة التكافل الاجتماعي إلى المجتمع المنقسم على نفسه 2005
العنوان الأصلي بالألمانية :WIRTSCHAFT. DIE ARM MACHT - Von Sozialistaat zur gespaltenen Gesellschaft  Munchen 2005